# Parti vert lituanien
Le Parti vert lituanien (en lituanien : Lietuvos Žaliųjų Partija, abrégé en LŽP), est un parti politique lituanien écologiste, fondé en 2011.

## Dirigeants
- 2011–2012 : Juozas Dautartas (* 1959)
- 2012 : Albinas Morkūnas (* 1944)
- 2012–2016 : Linas Balsys  (* 1961)
- 2016–2020 : Remigijus Lapinskas (* 1968)
- 2020–(2022) : Ieva Budraitė (* 1992)

## Résultats électoraux

### Législatives
| Année | Députés | Votes  | %      | Rang | Gouvernement        |
| ----- | ------- | ------ | ------ | ---- | ------------------- |
| 2016  | 1 / 141 | 24 727 | 2,03 % | 10e  | Opposition          |
| 2020  | 1 / 141 | 19 303 | 1,70 % | 12e  | Opposition          |
| 2024  | 0 / 141 | 20 804 | 1,71 % | 13e  | Extra-parlementaire |